# Fortezza del Volterraio
La fortezza del Volterraio, nota anche come castello del Volterraio, è una fortificazione costiera situata nel territorio comunale di Portoferraio, sull'isola d'Elba, all'altitudine di 394 m.

## Storia
Il complesso fortificato, che nei documenti duecenteschi è chiamato Monte Veltraio, fu costruito attorno all'anno Mille, nel punto in cui probabilmente sorgeva una preesistente struttura di epoca etrusca; nei pressi del sito è stata rinvenuta una moneta bronzea di Volterra coniata tra il IV e il III secolo a.C. insieme a proiettili di piombo per fionda, frammenti di bronzetti figurati e resti di vasellame in bucchero. La fortezza venne ristrutturata in epoca tardoduecentesca, su probabile progetto di Vanni di Gerardo Rau, per adeguarla alle esigenze difensive dell'epoca («...res omnes necessarias ad defensam insule Ilbe...», come si legge in un documento pisano del 1298). Nella metà del XV Secolo, presumibilmente attorno agli anni Sessanta e nel contesto di rafforzamento delle difese elbane voluto da Jacopo III Appiani, Signore di Piombino, fu ampliato assumendo la conformazione attuale. Nel 1544 la rocca fu brevemente assediata da Khayr al-Dīn e successivamente, nel 1553, da Dragut. Il complesso architettonico militare svolgeva funzioni di avvistamento ad ampio raggio lungo il tratto costiero settentrionale dell'isola e verso il mare prospiciente. Il complesso continuò a svolgere le proprie funzioni anche in epoca settecentesca, per poi divenire un presidio delle truppe napoleoniche sul finire del secolo. Proprio nel 1798 vi fu un'insurrezione contro i militari francesi che portò alla semidistruzione del complesso, da allora definitivamente abbandonato. Una serie di restauri condotti a partire dal 2013 hanno permesso di recuperare ciò che restava dell'antica fortificazione.

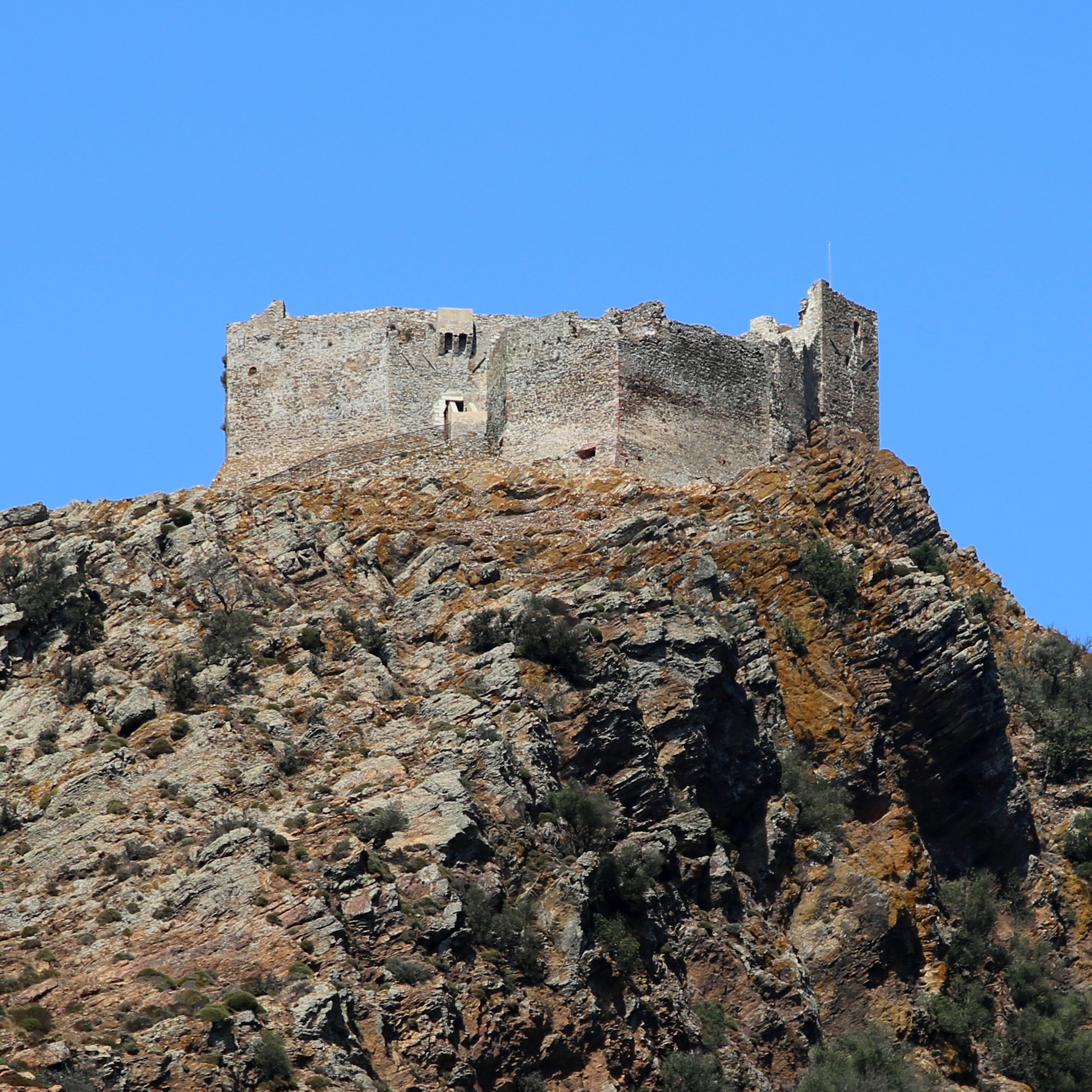
Fortezza del Volterraio

La fortezza del Volterraio, che si presenta sotto forma di imponenti ruderi alla sommità dell'omonimo poggio, si articola a pianta esagonale ed è caratterizzato da strutture murarie interamente rivestite in pietra, alla cui base sono visibili in alcuni punti tracce di più antiche mura di epoca etrusca e romana. Nonostante lo stato di rudere, è ancora oggi visibile parte dell'aspetto imponente che originariamente caratterizzava il complesso difensivo.

## Insediamento protostorico
A valle della fortificazione si trovano i resti di un insediamento riferibile all'Età del Bronzo (Cultura subappenninica), in contatto diretto con quello di Cima del Monte. Vi si trova una piccola necropoli rupestre.